# 나고르나야역
나고르나야역(러시아어: Наго́рная)은 모스크바 지하철 세르푸홉스코 티미랴젭스카야 선의 역이다. 1983년 11월 8일에 개장했다. 나고르나야 역은 크리보로시스카야 거리와 연결되어 있다.